# 波田インターチェンジ
波田インターチェンジ（はたインターチェンジ）は、長野県松本市で事業中の中部縦貫自動車道のインターチェンジ (IC) である。IC名は仮称である。距離は5.3 キロメートル。

## 歴史
- 未定 : 松本JCT - 波田IC間開通に伴い供用開始予定。

## 道路
- E67 中部縦貫自動車道（松本波田道路）
- 2018年（平成30年）4月、松本市は、沿線工業団地や松本空港とのアクセス向上を図りたいとする地元の要望を受け、松本ジャンクション (JCT) と波田ICの間に、新村ICと和田ICを、地元自治体が整備・維持管理をになう追加インターチェンジとして設置する方針を発表した。今後は設置に向け、国や県と協議を進めるとのことである[4][2][3]。
- その一方で、建設に対しては、優良な農地や景観を失うとする沿線住民の根強い反対意見がある[5]。

## 接続する予定の道路
- 国道158号バイパス（渋滞対策道路）
- 長野県道315号波田北大妻豊科線

## 隣
E67 中部縦貫自動車道（松本波田道路）
松本JCT（事業中） - 波田IC（事業中）

## 周辺
- 梓川
- 下島橋
- 梓川橋
- 森口駅